# 原奈津子
原 奈津子（はら なつこ、1988年7月6日 - ）は、日本の声優、女優、タレント。愛知県安城市出身。
クロコダイル所属。
代表作には『理系が恋に落ちたので証明してみた。』（奏言葉）、『邪神ちゃんドロップキック』（橘芽依）、『メイドインアビス』（メイニャ）、『盾の勇者の成り上がり』（リーシア）などがある。

## 経歴
子供時代に兄と共に見た映画「もののけ姫」で、初めてアニメの裏側のアフレコ現場の映像を見て声優を職業として知り、目指すようになった。
2009年、短期大学を卒業。同年5月にアニソンを中心にライブ活動を開始。その後はモデルやレースクイーンなど、愛知県を拠点にマルチタレントとして活動し、愛知県北設楽郡設楽町の観光大使を務める。
2013年には、「沓名奈津子」名義で、愛知県事業「愛知の山里で暮らそう80日間チャレンジ設楽町担当」としてCBCラジオのコーナーへの出演や、『中日新聞』県内版および東三河版へ掲載される。
また声優として、インターナショナル・メディア学院を経て、IAMエージェンシー所属時に『城下町のダンデライオン』でアニメ初出演、『JKめし!』佐伯麗奈役で初レギュラーとなる。2016年よりクロコダイルに所属。
2016年6月、早期のがんが見つかったとして、出演予定のイベントを欠席し、治療を優先して活動をすることを表明。
同年9月、B.LEAGUE・香川ファイブアローズの名誉アンバサダーに就任。
2016年以降、警視庁のマスコットキャラクター「ピーポくん」役を広報用映像やWebアニメなどで演じている。
2023年、「Take Me Home,～知らぬが仏、見るユウレイ～」の松下春香役で舞台初主演。

## 人物
アニメーターの兄がいる。
趣味は競馬、一人カラオケ、妄想。
好きな食べ物は、炭水化物など。
声優になる前に柳沢三千代と面識があり、よく柳沢から背中を押してくれたと語っており、声優になった今でも柳沢を尊敬し、彼女の舞台を見に行ってる。
山で半年間生活したことがあり、その時の食糧として蜂を飼育していた。幼虫の味について本人曰く「クリーミーでチーズの味がする」とのこと。その後の1年間はホームレス生活をしていた。
憧れの声優は堀江由衣を挙げている。
座右の銘は「明日やろうはバカ野郎」。
大の猫好きで、自宅で自分と誕生日が同じであるオスの猫を飼っている。名前は「エドワード・ウォン・ハウ・ペペル・チブルスキー4世」。本人は「エドくん」と呼んでいる。

## 出演
太字はメインキャラクター。

### テレビアニメ
2015年
- 城下町のダンデライオン（主婦）
- JKめし!（2015年 - 2016年、佐伯麗奈）

2016年
- 美少女遊戯ユニット クレーンゲール（みらい） - 2シリーズ
- パンでPeace!（佐倉あみ）
- 鬼斬（あまてらす）
- ナゾトキネ（網野解音）
- 雨色ココア in Hawaii（シャイン）

2017年
- エルドライブ【ēlDLIVE】（ユタ、オペレーター）
- けものフレンズ（オーロックス）
- ラブ米 -WE LOVE RICE-（まなむすめ、アナウンス、音声ガイダンス） - 2シリーズ
- まけるな!!あくのぐんだん!
- カブキブ!（とんぼの母）
- ロクでなし魔術講師と禁忌教典（死者、中毒者）
- カイトアンサ（網野解音）
- クリオネの灯り（キョウコ / 月橋杏子）
- はじめてのギャル（椎名心）
- 将国のアルタイル（アラバ族B）
- メイドインアビス（2017年 - 2022年、人々、イリム、メイニャ） - 2シリーズ
- 名探偵コナン（百地くるみ）
- aiseki MOGOL GIRL（ハルコ）

2018年
- gdメン gdgd men's party（メロディ、偶像、メイドたち）
- キリングバイツ（粗科涼子）
- ありすorありす（コリー）
- アンゴルモア 元寇合戦記（サナ、国府の女、女、刀伊袚の女）
- 邪神ちゃんドロップキック（2018年 - 2023年、橘芽依、魔獣4） - 4シリーズ + 特別編
- ちおちゃんの通学路（女子高生）
- 七星のスバル（悪ガキたち）
- 俺が好きなのは妹だけど妹じゃない（女性書店員）
- SSSS.GRIDMAN（女性教師）

2019年
- 雨色ココア sideG（ココア）
- 盾の勇者の成り上がり（2019年 - 2025年、リーシア、冒険者） - 4シリーズ
- 荒ぶる季節の乙女どもよ。（竹山祐子）
- ねこねこ日本史（笠女郎、諏訪姫）

2020年 
- 理系が恋に落ちたので証明してみた。（2020年 - 2022年、奏言葉） - 2シリーズ

2021年
- 恋と呼ぶには気持ち悪い（柿原）
- 終末のハーレム（2021年 - 2022年、民生長官）

2022年
- カッコウの許嫁（クラスメイトA、クラスメイトB、クラスメイトC、秘書）

2023年
- 異世界ワンターンキル姉さん 〜姉同伴の異世界生活はじめました〜（町人D）

2024年
- ワンルーム、日当たり普通、天使つき。（葵）

### 劇場アニメ
2019年
- 空の青さを知る人よ
- 君だけにモテたいんだ。
- コルボッコロ（すいか）
- ぼくらの7日間戦争 （咲良）

2020年
- メイドインアビス 深き魂の黎明（メイニャ）
- HoneyWorks 10th Anniversary “LIP ×LIP FILM×LIVE”

### OVA
- はじめてのギャル（2017年、椎名心） - コミックス第5巻BD付き限定版

### Webアニメ
- ピーポくんアニメーション（2017年、ピーポくん）
- B: The Beginning（2018年）
- カッコウのいいかげん！（2022年、受付嬢、店員、少女）
- ウマ娘 プリティーダービー ROAD TO THE TOP（2023年、インタビュアー、後輩）

### ゲーム
2015年
- ぎゃる☆がん だぶるぴーす（坂口霞、並木珊瑚）

2016年
- 鬼斬 〜日本を旅するRPG〜（あまてらす）

2017年
- Q&Qアンサーズ（天文対話、榛名都冬）

2019年
- チェインクロニクル（リーシア）
- アルカ・ラスト 終わる世界と歌姫の果実（ナディア）
- 獅子の如く〜戦国覇王戦記〜（井伊直虎）
- イースIX -Monstrum NOX-（イングリド尋問官、シルエット）
- 戦の海賊（ミラ&ベリアル）

2020年
- 邪神ちゃんドロップキック 〜神保町放置大作戦〜（橘芽衣）
- 野生少女（エトワール）
- 姫麻雀（ニーズヘッグ）
- ヒーローカンターレ（全盛牛魔王）

2021年
- モンスターストライク（2021年 - 2025年、十文字雷葉）
- 盾の勇者の成り上がり RERISE（リーシア）
- ガールズXバトル2（カーヴェ）
- アズールレーン（プリンツ・アーダルベルト）

2022年
- m HOLD'EM（リーシア）
- メイドインアビス 闇を目指した連星（メイニャ）
- 誓約少女 〜祝砲の元に集いし戦姫たち〜（レキシントン、ユニコーン、Z3）

2023年
- アリスフィクション（フリージア）
- セガNET麻雀 MJ （ダブルリーチ）
- TEVI（キリア、ユノイア）
- キュービックスターズ（十文字雷葉）

### ドラマCD
- 神力アイドル ミヤビノシスターズ（2017年、八坂遥[60]）
- ドラマCD ジーンのいじわる（2023年、朱美[61]）

### 吹き替え

#### 映画
2016年
- 世界の果てまでヒャッハー!（ジョセフィーヌ〈ジョセフィーヌ・ドライ〉）

2019年
- スコーピオン・キング5（メノフェル〈インゲ・ベックマン〉）
- ドント･スリープ 蘇る悪夢（ショーン・エドモン〈チャールビ・ディーン〉）
- デジャブ (映画)（シン・ジミン〈ナム・ギュリ〉）
- BOAR-ボア-（サーシャ）
- FRAMED 危険動画サイト（クラウディア）
- ラン・アウェイ 香港脱出（ジャンエ〈チェリー・ナガン〉）
- 36リミット（ジャリー）

2020年
- エンド・オブ・ナイトメア（スベトラーナ・コノバ）
- マジック・ワールド ビーストと闇の支配者（サースマイヤー）
- エルフと不思議な猫（ヴィカ〈イェカテリーナ・グーセヴァ〉）
- モンスターパーティー（アイリス〈ヴァージニア・ガードナー〉）
- レジェンド・オブ・ヒドゥンタウン（チンルオ〈ガオ・スーウェン〉） - 2作品

2021年
- エレメントシスターズ 4分の1の魔法（フローラ）
- モンスター・ハント 王の末裔（朱金真/ジュジンジェン〈クリス・リー〉）
- マーシャル・ユニバース 伝説の聖石　/ 炎都大戦 （リン・チンタン〈リー・ミーアル〉）

2022年
- 孫悟空伝-MONKEY KING-（鉄面星君）

#### ドラマ
- エクソシスト（キーサ・マークス）
- カンテク〜運命の愛〜（2021年、カン・ウンボ/カン・ウンギ〈チン・セヨン〉、チョヒャン、ダニョン）
- SKYキャッスル～上流階級の妻たち～（2024年、ケイ）

#### アニメ
2019年
- シンデレラ〜秘密のプリンス〜 （継母）
- リトルマーメイド（アニー）
- スノーホワイト-白雪姫とハナの大冒険（白雪姫）
- ディリリとパリの時間旅行 （コレット・ウィリー）

2020年
- ドラゴンネスト（リヤ）
- アニマルズ!危機一髪（バズ）

2024年
- バブル バス ベイ（サミラ）

- StarWars ヤング・ジェダイ・アドベンチャー（ セレスタ・カミ、ゴシ）

### ラジオ
※はインターネット配信。
- 誉天☆放送部（2009年、岐阜ラジオ）
- JKめし!ラジオ（2015年 - 2016年、CBCラジオ[68]）
- ハラハラ原奈津子のラジめし!（2016年、西日本放送）
- 美少女遊戯ユニットクレーンゲールの地球防衛隊って何するの?（2016年、HiBiKi Radio Station※）[69]
- 原奈津子とakiの「★☆SAY YOU TONIGHT☆★」（2018年 - 、西日本放送）[70]
- ココ☆ロコ クロコダイル（2019年 - 、西日本放送）[71]

### ラジオドラマ
- いのって!巫女らびゅ。 2ndシーズン（三日月みこ）
- サンガッキ!（山口多恵）
- あれ（少女A）

### デジタルコミック
- 美醜の大地〜復讐のために顔を捨てた女〜（2022年、内海敏恵）
- ミケちゃんとやすらぎさん（2022年、ミケちゃん[72]）
- みーくんと5回のおねがい（2022年、宮本）[73]
- 即席アドリブラバー（2022年、女の子）[74]
- 【急募】猜疑王の契約王妃（※短期のお仕事です）（2023年、院長）[75]
- 推し配信者の密接ASMR（2023年、姫宮結愛）[76]

### インターネット番組
- 神の手 倉庫番（2017年 - 、SHOWROOM） - MC担当[77]
- 妖侍 あやかしザムライ（2015年、YouTube） - お銀 役[78]
- 原・小坂井・長谷川のクリエイトヂカラ（2021年9月24日 - 、ニコニコチャンネル）[79]
- 川崎競馬スパーキングトークLIVE（2023年5月15日 - 開催初日、YouTube 川崎競馬公式ch）[80]

### テレビ
- アニメ好きはカレー好き!?（2016年、TOKYO MX） - サフラン役 ※声の出演
- ひるキュン!（2016年 - 2019年、TOKYO MX） - 木曜日中継リポーター（ - 2017年9月）[81]・木曜日お天気コーナー（2017年10月 - ）
- ビジネスフラッシュ（2017年 - 2018年、チバテレ） - ミニコーナー担当[82]
- 金曜競馬CLUB→金曜競馬CLUB NEO（2017年 - 、チバテレ・テレ玉） - 『金曜競馬CLUB』ではアシスタント[82][83]、2024年10月4日からの『金曜競馬CLUB NEO』では司会
- ジャパコンProject ギルドフレンズ〜飯田里穂の!世界へ?本気です!〜（2018年 - 、BSフジ） - 「DJ原奈津子のイチ推し」担当[84]
- それ乗り 競馬TV（2019年 - 、WALLOP※）
- 花田虎上presents 踊る!チバテレYAGURA（2020年4月 - 2021年6月、チバテレ） - 「踊る地域の元気企業! 応援プロジェクト」コーナーレギュラー

### テレビCM
- キンライサー（風呂給湯器、近畿ライフサービス）[85]

### テレビドラマ
- オトナ女子（2015年、契約社員）

### 映画
- 私は絶対許さない（2018年、美容整形外科医師）

### 舞台
- 第六天魔王の最期〜夏目漱石推理帳〜（2014年） - 明智聡子 役
- 朗読劇「リップシルド〜ワタシと私とわたしのことを〜 / 〜眠りに落ちる、ソノ前に〜」（2021年4月17日、六本木バードランド） - 司会[86]
- 声劇和楽団「鳥獣奇譚」（2021年11月27日・28日、ニッショーホール）- チュン 役[87]
- THE TOKYO BANDITs「キミのせい、アナタのおかげ」（2024年10月23日-27日、上野ストアハウス[88]）
- キミに贈る朗読会
  - 「サトラレ～the reading～」 Vol.11（2022年2月26日・27日、MsmileBOX渋谷[89]）
  - 「STARMARIEの声と妄想の世界 Vol5」（2022年11月5日、MsmileBOX渋谷[90]）
  - 「今夜、きみの声が聴こえる」 Vol.2（2024年7月27日-28日、MsmileBOX渋谷[91]）
  - 「VOICEinBOX～声優さん、出番です～」 Vol.3（2023年5月28日、MsmileBOX渋谷[92]）
  - 「VOICEinBOX～声優さん、出番です～」 Vol.6（2023年10月31日、MsmileBOX渋谷[93]）
  - 「VOICEinBOX～声優さん、出番です～」 Vol.10（2024年8月18日、MsmileBOX渋谷[94]）
  - 「ゴカンッ！」（2024年11月2日-3日、MsmileBOX渋谷[95]）

### その他コンテンツ
- 警視庁広報活動用映像『ピーポくん ピー子ちゃんの警察のお仕事ってなぁに？』（2016年、ピーポくん[96]）
- ASMR「真夜中だけが僕たちの救い 〜ちょっとわるいシスター、真理愛〜」（2022年、真理愛[97]）
- ボイスドラマ「ここからはオトナの時間です」（2024年、佐々木柑太郎（幼い時）[98]）
- すろむすめ-育成計画（2024年10月[99]）

## ディスコグラフィ

### シングル
|     | 発売日                               | タイトル            | 規格品番 | レーベル・備考                       |
| --- | ------------------------------------ | ------------------- | -------- | ------------------------------------ |
| 1st | 2009年8月16日 2013年9月4日（限定盤） | シンデレラガール    | -        | PAPERMOON K-DISC（Amazon専売限定盤） |
| 2nd | 2009年9月23日 2013年9月4日（限定盤） | スキップLaTaTaTaTa♪ | -        | PAPERMOON K-DISC（Amazon専売限定盤） |
| 3rd | 2009年11月1日 2013年9月4日（限定盤） | Shooting☆Star       | -        | PAPERMOON K-DISC（Amazon専売限定盤） |

### キャラクターソング
| 発売日         | タイトル                                          | 歌 | 楽曲                                               | 備考                                                                            |
| -------------- | ------------------------------------------------- | --- | -------------------------------------------------- | ------------------------------------------------------------------------------- |
| 2016年6月22日  | カサブタ/想いのかけら/ドリームクライマー アニメ盤 | みらい（原奈津子）、彩日花（徳井青空）、響子（佐々木李子）                                                 | 「おまかせクレーンゲール」                         | テレビアニメ『美少女遊戯ユニット クレーンゲール』エンディングテーマ             |
| 2016年11月16日 | 絶対的晴天青空 クレーンゲール盤                   | 宇宙防衛隊                                                                                                 | 「Galaxy Party 〜宇宙の真ん中でパーティーしよう!」 | テレビアニメ『美少女遊戯ユニット クレーンゲールギャラクシー』オープニングテーマ |
| 2017年11月22日 | aikiseki girls                                    | ハルコ（原奈津子） feat.フユミ（加藤諒）                                                                   | 「aikiseki girls」                                 | テレビアニメ『aiseki MOGOL GIRL』エンディングテーマ                             |
| 2017年11月22日 | aikiseki girls <TYPE-A>                           | ハルコ（原奈津子）                                                                                         | 「ロマンティック浮かれモード」                     | テレビアニメ『aiseki MOGOL GIRL』関連曲                                         |
| 2020年2月5日   | チューリングラブ feat.Sou/ピヨ まんぷくアニメ盤   | 雪村心夜（内田雄馬）、氷室菖蒲（雨宮天） with 奏言葉（原奈津子）、棘田恵那（大森日雅）、犬飼虎輔（福島潤） | 「チューリングラブ」                               | テレビアニメ『理系が恋に落ちたので証明してみた。』関連曲                        |

### その他参加作品
| 発売日         | 商品名                  | 歌       | 楽曲                           | 備考                                           |
| -------------- | ----------------------- | -------- | ------------------------------ | ---------------------------------------------- |
| 2017年11月22日 | aikiseki girls <TYPE-B> | 原奈津子 | 「ロマンティック浮かれモード」 | バラエティ番組『アニュ研！』エンディングテーマ |

### シリーズ一覧
1. ↑  第1期（2016年）、第2期『Galaxy』（2016年）
2. ↑  第1期（2017年）、第2期『二期作』（2017年）
3. ↑  第1期（2017年）、第2期『烈日の黄金郷』（2022年）
4. ↑  第1期（2018年）、第2期『'』（2020年）、短編『まめアニメ（北海道編）』（2022年）、第3期『X』（2022年）、特別編『【世紀末編】』（2023年12月27日）
5. ↑  Season 1（2019年）、Season 2（2022年）、Season 3（2023年）、Season 4（2025年）
6. ↑  第1期（2020年）、第2期『r=1-sinθ』（2022年）
7. ↑  第1作『隠市奇聞録』、第2作『妖舞炎奇譚』

### ユニットメンバー
1. ↑  みらい（原奈津子）、彩日花（徳井青空）、響子（佐々木李子）